# Círculo Popular de La Felguera
Maillots
Le Círculo Popular de La Felguera est un club de football espagnol créé en 1917 et disparu en 1961. Ce club est basé à Langreo dans la communauté autonome des Asturies. En 1961, le club fusionne avec le Racing de Sama tous deux de la municipalité de Langreo pour donner naissance à l'Unión Popular de Langreo. 

## Histoire
Le club évolue cinq saisons en Segunda División (D2) entre 1953 et 1958. Il obtient son meilleur classement en Segunda División lors de la saison 1954-1955, où il termine 7e du Groupe I du championnat.

## Bilan saison par saison
| Saison    | Division         | Place | Copa del Rey      |
| --------- | ---------------- | ----- | ----------------- |
| 1943-1944 | Tercera División | 9e    | Tour préliminaire |
| 1944-1945 | Tercera División | 6e    |                   |
| 1945-1946 | Tercera División | 1er   |                   |
| 1946-1947 | Tercera División | 7e    |                   |
| 1947-1948 | Tercera División | 6e    | 4e tour           |
| 1948-1949 | Tercera División | 4e    | 2e tour           |
| 1949-1950 | Tercera División | 8e    |                   |
| 1950-1951 | Tercera División | 6e    |                   |
| 1951-1952 | Tercera División | 2e    |                   |
| 1952-1953 | Tercera División | 1er   |                   |
| 1953-1954 | Segunda División | 13e   |                   |
| 1954-1955 | Segunda División | 7e    |                   |
| 1955-1956 | Segunda División | 13e   |                   |
| 1956-1957 | Segunda División | 15e   |                   |
| 1957-1958 | Segunda División | 18e   |                   |
| 1958-1959 | Tercera División | 1er   |                   |
| 1959-1960 | Tercera División | 2e    |                   |
| 1960-1961 | Tercera División | 1er   |                   |

- 5 saisons en Segunda División (D2)
- 13 saisons en Tercera División (D3)